# Thomas Macnamara
Thomas James Macnamara (23 août 1861 - 3 décembre 1931) est un enseignant britannique, pédagogue et politicien libéral radical.

## Biographie
Macnamara est né à Montréal, Canada, le fils d'un soldat originaire du comté de Clare en Irlande. Sa famille est retournée en Grande-Bretagne en 1869.
Il étudie d'abord à la Depot School de Pembroke Dock, puis à Exeter. Il obtient son diplôme d'enseignant en 1876 au Borough Road Training College for Teachers.
En 1886, il épouse Rachel Cameron. Ils ont trois fils et une fille.
Il est professeur jusqu'en 1892 à Exeter, Huddersfield et Bristol, puis devient rédacteur en chef de The Schoolmaster. Il est président du London School Board et en 1896, il est nommé président du National Union of Teachers .

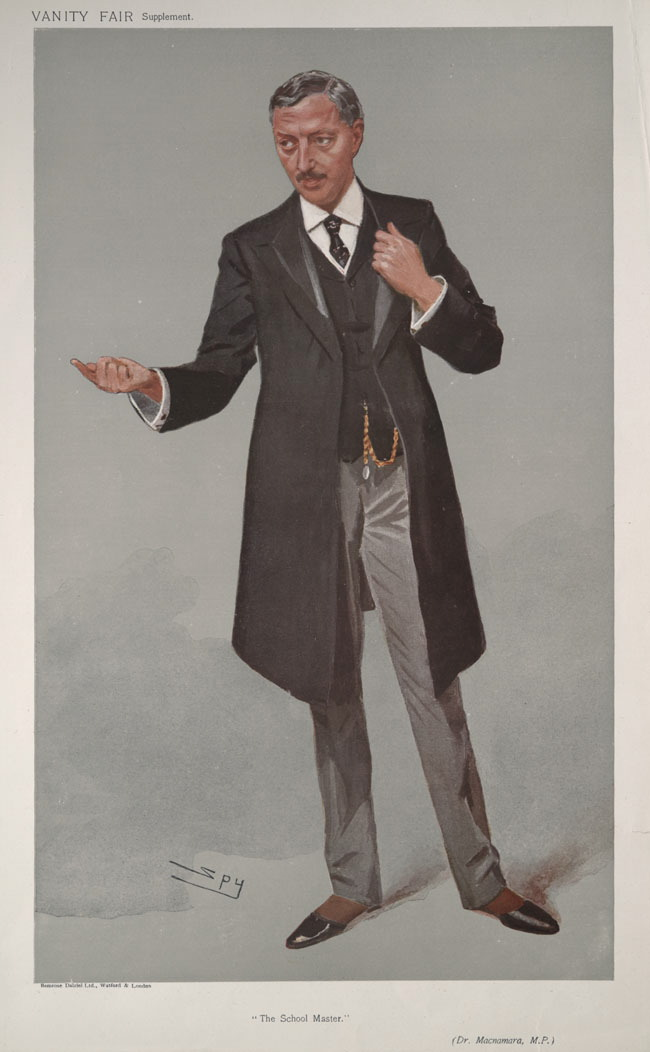
Caricature de Macnamara par "Spy" (Leslie Ward) dans le magazine Vanity Fair, 1907

En 1900, il est élu à la Chambre des communes pour Camberwell North, siège qu'il occupe jusqu'en 1918, puis représente Camberwell North West jusqu'en 1924. Il sert sous Henry Campbell-Bannerman comme secrétaire parlementaire du Local Government Board de 1907 à 1908 et sous Herbert Henry Asquith et plus tard David Lloyd George comme secrétaire parlementaire et financier de l'Amirauté de 1908 à 1920 et est admis au Conseil privé en 1911. En 1920, Lloyd George le nomme ministre du Travail, avec un siège au cabinet, poste qu'il conserve jusqu'à la chute du gouvernement en octobre 1922.
Il est décédé le 3 décembre 1931, à l'âge de 70 ans, d'un Cancer de la prostate.

## Publications
- Croquis de maître d'école - Cassell, 1896
- Le projet de loi sur l'éducation et ses effets probables sur les écoles, les universitaires et les enseignants - Swan Sonnesschein, 1902
- Le golfeur doux - Arrowsmith, 1905
- Humour de la salle de classe - Arrowsmith, 1905
- Le projet de loi sur l'éducation de 1906 expliqué et défendu - Département des publications libérales 1906
- Humour de la salle de classe - Simpkin, Marshall, Hamilton, 1907
- Ce qu'il ne faut pas faire à H Seton-Karr, Golf - Greening, 1907
- La situation politique: lettres aux travailleurs - Hodder et Stoughton, 1909
- Concernant la Marine - Département des publications libérales 1910
- Messages du Dr Macnamara aux travailleurs - Hodder et Stoughton, 1910
- Que Londres mène: le devoir de la ville mère envers l'empire et elle - même - réimprimé avec des ajouts du Daily Chronicle, 1910
- Le Great Insurance Act: adresses aux travailleurs - Hodder et Stoughton, 1912
- La Grande Loi sur les assurances: une année d'expérience - Département des publications libérales 1913
- Succès dans l'industrie - Harrison, 1920
- Le travail du ministère du Travail - Conseil national libéral, 1922
- Travail à la croisée des chemins: deux adresses Camberwell - Hodder et Stoughton, 1923
- Si seulement nous le voulions: quelques réflexions sur nos lacunes sociales et quelques suggestions pour leur élimination - PS King, 1926